# سيدة حسن
سيدة حسن (1917 - 7 فبراير 1962) هي مغنية مصرية، اشتهرت بأغاني الزفاف الشعبية خلال حقبة الأربعينات من القرن العشرين في مصر، ومن أشهر أغانيها مبروك عليكى عريسك الخفة.

## حياتها ونشأتها
سيدة حسن أمان الجبلاوى ولدت سنة 1917، بحى الجمالية في القاهرة، زوجها العازف زكى فوزى، انجبا محى فوزي توفي في حرب 1967، والإبن الثانى الموسيقار حسين فوزي، توفيت في 7 فبراير 1962.

## مسيرتها
بدأت سيدة في الغناء بأغاني الأفراح، ومع الفرق الموسيقية، ومن أشهر ما غنت ديو مع الموسيقى أحمد شريف. وهى أشهر عالمة زفة في ثلاثينات القرن العشرين  وزوجه العازف زكي فوزي. كلفها رائد الاقتصاد المصري طلعت حرب بتقديم أغنية دعائية  لمصنع الغزل والنسيج بعنوان "لبسني من صنع بلادي"، ثم اعتزلت واكتفت بتقديم التواشيح الدينية.

## أعمالها الغنائية
- الحانه قضية عيوشه .
- اه ياعينى يا كبدى .
- السبوع .
- مبروك عليكى عريسك الخفة.
- اتمخطرى يا عروسة. (كلمات حسين حلمى المناسترلى)
- يا عروسة من حور الجنة.
- حبوبتى الأمورة. (غنتها لوفاة ابنتها ليلى )
- صاحبة العامين في حياتها. (لحن ودويتو لمحمد اسماعيل )
- اه ياعينى يا كبدى.
- يوم الصباحيه لبسنى من صنع بلادى.
- اتمخطرى يا حلوة يازينة .
- مبروك عليكى. (الحان أحمد شريف)
- دق ياطبال غنى يا زمار . (الحان أحمد شريف)
- يا بنات إسكندرية.
- طقطوقة الليلة ليلة الحنة.
- الروبابيكيا كفى الله الشر .
- ديالوج السكران. ( ديو أحمد شريف وسيدة حسن)
- طقطوقة نوّرت على الناس. (ديالوج مع المطرب والملحن أحمد شريف)
- عليه ياعروسة يوم الصبحية. (ديالوج مع المطرب والملحن أحمد شريف)
- ديـــالوج المَندل. (ديالوج مع المطرب والملحن أحمد شريف)
- حبيبتي الأمورة .
- دق يا طبال غني يا زمار. (ديو ولحن أحمد شريف)
- ديالوج السكران. (ديو ولحن أحمد شريف)
- نوّرت على الناس وعليه.